# Eriopyga condensa
Eriopyga condensa är en fjärilsart som beskrevs av Dyar 1910. Eriopyga condensa ingår i släktet Eriopyga och familjen nattflyn. Inga underarter finns listade i Catalogue of Life.